# La Chute de l'Empire romain
Pour plus de détails, voir Fiche technique et Distribution.
La Chute de l'Empire romain (The Fall of the Roman Empire) est un film américain réalisé par Anthony Mann, sorti en 1964 et qui se place dans les prémices de la crise du troisième siècle. Ce péplum à très gros budget figure dans la liste des films les moins rentables de toute l'histoire du cinéma.

## Synopsis
Ce long film relate les derniers moments de l'empereur et philosophe romain Marc Aurèle et les débuts du règne de son fils sanguinaire et violent Commode.
C'est un film d'action et de réflexion qui parle des débuts et des causes du déclin de l'Empire romain, à une période où l'Empire est encore à son apogée, rayonnant de l'Orient méditerranéen à l'Occident jusqu'au nord de l'Europe. C'est aussi l'histoire des rivalités au sein de la famille impériale et des généraux qui entourent l'empereur. Le film aborde des thèmes du pouvoir toujours en quête de puissance et d'efficacité, et les conséquences de cette perte progressive ou violente de puissance. C'est enfin, à travers l'histoire de l'empereur Marc-Aurèle et son fils Commode, le récit du gouvernement difficile d'un empire au seuil de la crise politique, sociale, économique et militaire.

## Fiche technique
- Titre original : The Fall of the Roman Empire
- Titre français : La Chute de l'Empire romain
- Réalisation : Anthony Mann
- Réalisation seconde équipe : Andrew Marton, Yakima Canutt
- Scénario : Ben Barzman, Basilio Franchina, Philip Yordan
- Décors et costumes : Veniero Colasanti, John Moore
- Photographie : Robert Krasker
- Photographie seconde équipe : Cecilio Paniagua
- Son : David Hildyard, Gordon K. McCallum
- Montage : Robert Lawrence
- Musique  : Dimitri Tiomkin
- Production : Samuel Bronston
- Production associée : Michal Waszynski, Jaime Prades
- Sociétés de production : The Rank Organisation, Samuel Bronston Productions
- Société de distribution : Paramount Pictures
- Pays de production :  États-Unis
- Langue de tournage : anglais
- Format : couleur par Technicolor :
— version 35 mm – 2.35:1 Panavision – monophonique
— version 70 mm – 2.20:1 Ultra Panavision 70 – son 6 pistes stéréo (Westrex Recording System)
- Genre : péplum, drame, Film historique
- Durée : 188 minutes
- Dates de sortie : 
  - Royaume-Uni : 24 mars 1964
  - États-Unis : 26 mars 1964
  - France : 30 avril 1964 (Festival de Cannes 1964)
- Affiches : Raymond Elseviers (Belgique), Jean Mascii (France)

## Distribution
- Sophia Loren (VF : Nathalie Nerval) : Lucilla
- Stephen Boyd (VF : Jean-Claude Michel) : Livius
- Alec Guinness (VF : Gérard Férat) : Marc Aurèle
- James Mason (VF : René Arrieu) : Timonides
- Christopher Plummer (VF : William Sabatier) : Commode
- Anthony Quayle (VF : Pierre Leproux) : Verulus
- John Ireland (VF : Henry Djanik) : Ballomar
- Omar Sharif (VF : Pierre Fromont) : Sohaemus
- Mel Ferrer (VF : Serge Lhorca) : Cleandre
- Finlay Currie (VF : Jacques Berlioz) : un sénateur
- Eric Porter (VF : Pierre Asso) : Julianus
- Andrew Keir (VF : Georges Atlas) : Polybius
- George Murcell (VF : Serge Sauvion) : Victorinus, le tribun
- Norman Wooland : Virgilianus
- Michael Gwynn : Cornelius

Et, parmi les acteurs non crédités :
- Roland Carey
- Gabriella Licudi : Tauna
- Robert Rietty (VF : Roland Ménard) : le narrateur
- Guy Rolfe : Marius
- Friedrich von Ledebur : un barbare

## Distinction
- Golden Globe Award 1965 : Meilleure musique de film à Dimitri Tiomkin

## Autour du film
- Le forum romain conçu par les décorateurs Veniero Colosanti et John Moore figure parmi les plus grands décors jamais bâtis pour un film. La construction de ce forum de 437 mètres de long sur 251 de large commença sur un terrain de 27 hectares à Las Matas, près de Madrid, le 10 octobre 1962. 1 100 ouvriers ont passé sept mois à ériger 601 colonnes, 350 statues et 27 bâtiments de taille réelle, la partie la plus haute du décor étant le temple de Jupiter dont la statue équestre, située sur le toit, culminait à plus de 86 mètres de haut.
- La Chute de l'Empire romain figure dans la liste des films les moins rentables de toute l'histoire du cinéma, avec seulement 1,9 million de dollars de recette en Amérique du Nord pour un budget de plus de 20 millions de dollars.
- Il était prévu que Charlton Heston prenne le rôle de Livius, qui en fin de compte fut joué par Stephen Boyd, son adversaire dans le film Ben Hur. Richard Harris devait jouer Commode, mais ce fut Christopher Plummer qui hérita du rôle.
- Cette œuvre a inspiré le film Gladiator à Ridley Scott. À noter, ironie de l'Histoire, que Richard Harris, qui devait tenir le rôle de Commode dans la version de Mann, tient dans celle de Scott celui de Marc-Aurèle.
- Stephen Boyd est doublé ici par Jean-Claude Michel, voix française de Charlton Heston cinq ans plus tôt dans Ben-Hur (1959). L'acteur était alors opposé à Stephen Boyd.